# 現代用語のムイミダス ぶっとい広辞苑
『現代用語のムイミダス ぶっとい広辞苑』（げんだいようごのムイミダス ぶっといこうじえん）は、読売テレビとサンテレビで2回に分けて放送されたバラエティ番組。
過去に読売テレビが放送していた『週刊テレビ広辞苑』、『現代用語の基礎体力』、『ムイミダス』、『未確認飛行ぶっとい』内で放送されたコントに、「現代の匠」（週刊テレビ広辞苑）や「名探偵鼻血小五郎」（現代用語の基礎体力）などのシリーズコントの新作を合わせた内容で放送された。

## 出演者
- 生瀬勝久
- 古田新太
- 立原啓裕
- 牧野エミ
- 山西惇
- みやなおこ
- 山内圭哉
- 升毅
- 羽野晶紀

## 放送局
| 放送地域   | 放送局     | 放送日        | 放送時間            | 備考  |
| ---------- | ---------- | ------------- | ------------------- | ----- |
| 近畿広域圏 | 読売テレビ | 2008年3月8日  | 24時50分 - 26時15分 | （1） |
| 近畿広域圏 | 読売テレビ | 2008年3月15日 | 24時50分 - 26時15分 | （2） |
| 兵庫県     | サンテレビ | 2011年5月1日  | 16時00分 - 17時25分 | （1） |
| 兵庫県     | サンテレビ | 2011年5月8日  | 12時30分 - 13時55分 | （2） |